# Motohiro Jamaguči
Motohiro Jamaguči (japonsko 山口 素弘), japonski nogometaš in trener, * 29. januar 1969.
Za japonsko reprezentanco je odigral 58 uradnih tekem.